# Joshua Manson
Joshua David Manson (né le 7 octobre 1991 à Prince Albert, dans la province de la Saskatchewan au Canada) est un joueur professionnel canadien de hockey sur glace.

## Carrière
Fils de l'ancien joueur Dave Manson, Josh évolue dans la Ligue de hockey de la Colombie-Britannique lorsque les Ducks d'Anaheim font de lui leur choix de sixième ronde lors du repêchage de 2011. Il se joint la saison suivante au Huskies de l'université Northeastern évoluant dans l'association Hockey East du championnat de la NCAA. Au cours de sa dernière saison chez les Huskies, Manson se démarque en remportant le titre de meilleur défenseur défensif de l'association Hockey East et en obtenant une place dans la deuxième équipe d'étoiles.
Le défenseur s'entend le 25 mars 2014 avec les Ducks, signant un contrat de deux saisons avec le club. Il rejoint alors pour le reste de la saison 2013-2014 le club affilié aux Ducks dans la Ligue américaine de hockey, les Admirals de Norfolk.
Après avoir partagé la saison 2014-2015 entre les Ducks et les Admirals, Josh Mason décroche la saison suivante un poste permanent avec le grand club.
Le 14 mars 2022, il est échangé à l'Avalanche du Colorado en retour du défenseur Drew Helleson et un choix de 2e tour en 2023. 
Il remporte la Coupe Stanley 2022 avec Colorado.

## Statistiques

### En club
| Saison     | Équipe                    | Ligue      |     | Saison régulière | Saison régulière | Saison régulière | Saison régulière | Saison régulière |   | Séries éliminatoires | Séries éliminatoires | Séries éliminatoires | Séries éliminatoires | Séries éliminatoires |
| Saison     | Équipe                    | Ligue      | PJ  | B                | A                | Pts              | Pun              | PJ               | B | A                    | Pts                  | Pun                  |                      |                      |
| 2007-2008  | Mintos de Prince Albert   | LHMS       | 42  | 4                | 6                | 10               | 73               | 8                | 2 | 0                    | 2                    | 0                    |                      |                      |
| 2008-2009  | Mintos de Prince Albert   | LHMS       | 40  | 19               | 16               | 35               | 64               | 3                | 1 | 0                    | 1                    | 4                    |                      |                      |
| 2008-2009  | Bombers de Flin Flon      | LHJS       | 2   | 0                | 0                | 0                | 0                | -                | - | -                    | -                    | -                    |                      |                      |
| 2009-2010  | Silverbacks de Salmon Arm | LHCB       | 54  | 10               | 14               | 24               | 75               | 6                | 1 | 0                    | 1                    | 15                   |                      |                      |
| 2010-2011  | Silverbacks de Salmon Arm | LHCB       | 57  | 12               | 35               | 47               | 80               | 14               | 2 | 7                    | 9                    | 15                   |                      |                      |
| 2011-2012  | Huskies de Northeastern   | HE         | 33  | 0                | 4                | 4                | 48               | -                | - | -                    | -                    | -                    |                      |                      |
| 2012-2013  | Huskies de Northeastern   | HE         | 33  | 3                | 4                | 7                | 45               | -                | - | -                    | -                    | -                    |                      |                      |
| 2013-2014  | Huskies de Northeastern   | HE         | 33  | 3                | 7                | 10               | 65               | -                | - | -                    | -                    | -                    |                      |                      |
| 2013-2014  | Admirals de Norfolk       | LAH        | 9   | 1                | 0                | 1                | 26               | 10               | 1 | 0                    | 1                    | 6                    |                      |                      |
| 2014-2015  | Ducks d'Anaheim           | LNH        | 28  | 0                | 3                | 3                | 31               | -                | - | -                    | -                    | -                    |                      |                      |
| 2014-2015  | Admirals de Norfolk       | LAH        | 36  | 3                | 9                | 12               | 47               | -                | - | -                    | -                    | -                    |                      |                      |
| 2015-2016  | Ducks d'Anaheim           | LNH        | 71  | 5                | 10               | 15               | 74               | 1                | 0 | 0                    | 0                    | 0                    |                      |                      |
| 2016-2017  | Ducks d'Anaheim           | LNH        | 82  | 5                | 12               | 17               | 82               | 17               | 0 | 3                    | 3                    | 20                   |                      |                      |
| 2017-2018  | Ducks d'Anaheim           | LNH        | 80  | 7                | 30               | 37               | 62               | 4                | 0 | 0                    | 0                    | 0                    |                      |                      |
| 2018-2019  | Ducks d'Anaheim           | LNH        | 74  | 3                | 13               | 16               | 62               | -                | - | -                    | -                    | -                    |                      |                      |
| 2019-2020  | Ducks d'Anaheim           | LNH        | 50  | 1                | 8                | 9                | 37               | -                | - | -                    | -                    | -                    |                      |                      |
| 2020-2021  | Ducks d'Anaheim           | LNH        | 23  | 1                | 6                | 7                | 30               | -                | - | -                    | -                    | -                    |                      |                      |
| 2021-2022  | Ducks d'Anaheim           | LNH        | 45  | 4                | 5                | 9                | 53               | -                | - | -                    | -                    | -                    |                      |                      |
| 2021-2022  | Avalanche du Colorado     | LNH        | 22  | 2                | 5                | 7                | 12               | 20               | 3 | 5                    | 8                    | 12                   |                      |                      |
| 2022-2023  | Avalanche du Colorado     | LNH        | 27  | 2                | 8                | 10               | 42               | 5                | 0 | 0                    | 0                    | 8                    |                      |                      |
| 2023-2024  | Avalanche du Colorado     | LNH        | 76  | 8                | 17               | 25               | 87               | 11               | 2 | 5                    | 7                    | 12                   |                      |                      |
| Totaux LNH | Totaux LNH                | Totaux LNH | 578 | 38               | 117              | 155              | 572              | 58               | 5 | 13                   | 18                   | 52                   |                      |                      |

## Trophées et honneurs personnels

### Ligue nationale de hockey
- 2021-2022 : vainqueur de la Coupe Stanley avec l'Avalanche du Colorado